# لوون آنانیان
لوون زاکاری آنانیان (ارمنی: Լևոն Զաքարի Անանյան؛ ۱۳ اکتبر ۱۹۴۶ – ۲ سپتامبر ۲۰۱۳) یک زبان‌شناس، روزنامه‌نگار، و مترجم اهل ارمنستان بود. وی بین سال‌های ۲۰۰۱ تا ۲۰۱۳ میلادی ریاست اتحادیه نویسندگان ارمنستان را برعهده داشت.

## زندگی‌نامه
وی در ۱۳ اکتبر ۱۹۴۶ در کوغب، تاووش به دنیا آمد و از دانشگاه دولتی ایروان فارغ‌التحصیل گشت. چهره فرهنگی شایسته جمهوری ارمنستان وی در ۲ سپتامبر ۲۰۱۳ در سن ۶۶ سالگی در ایروان درگذشت.